# Paderborner Brauerei

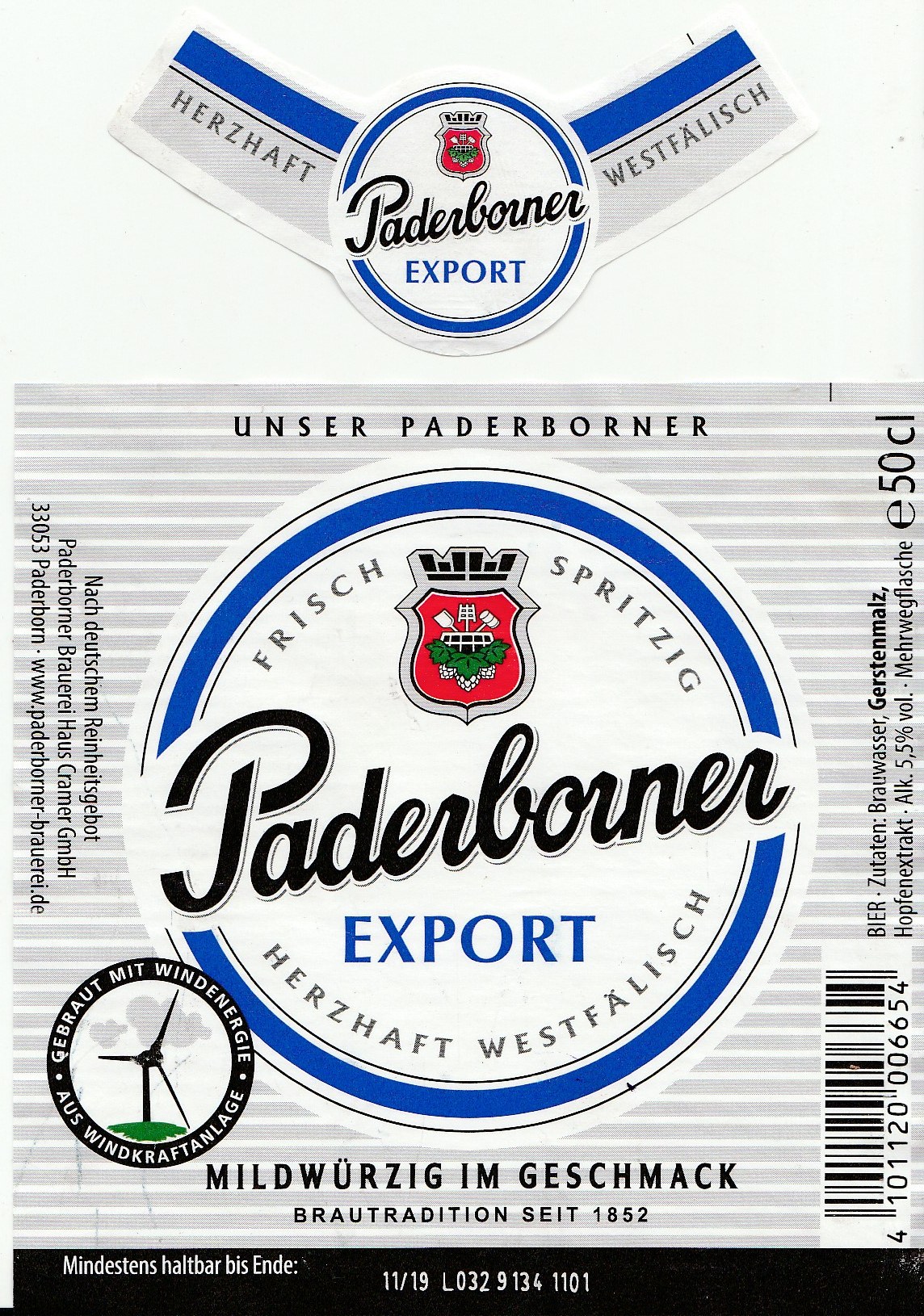
Flaschenetikett Paderborner Export

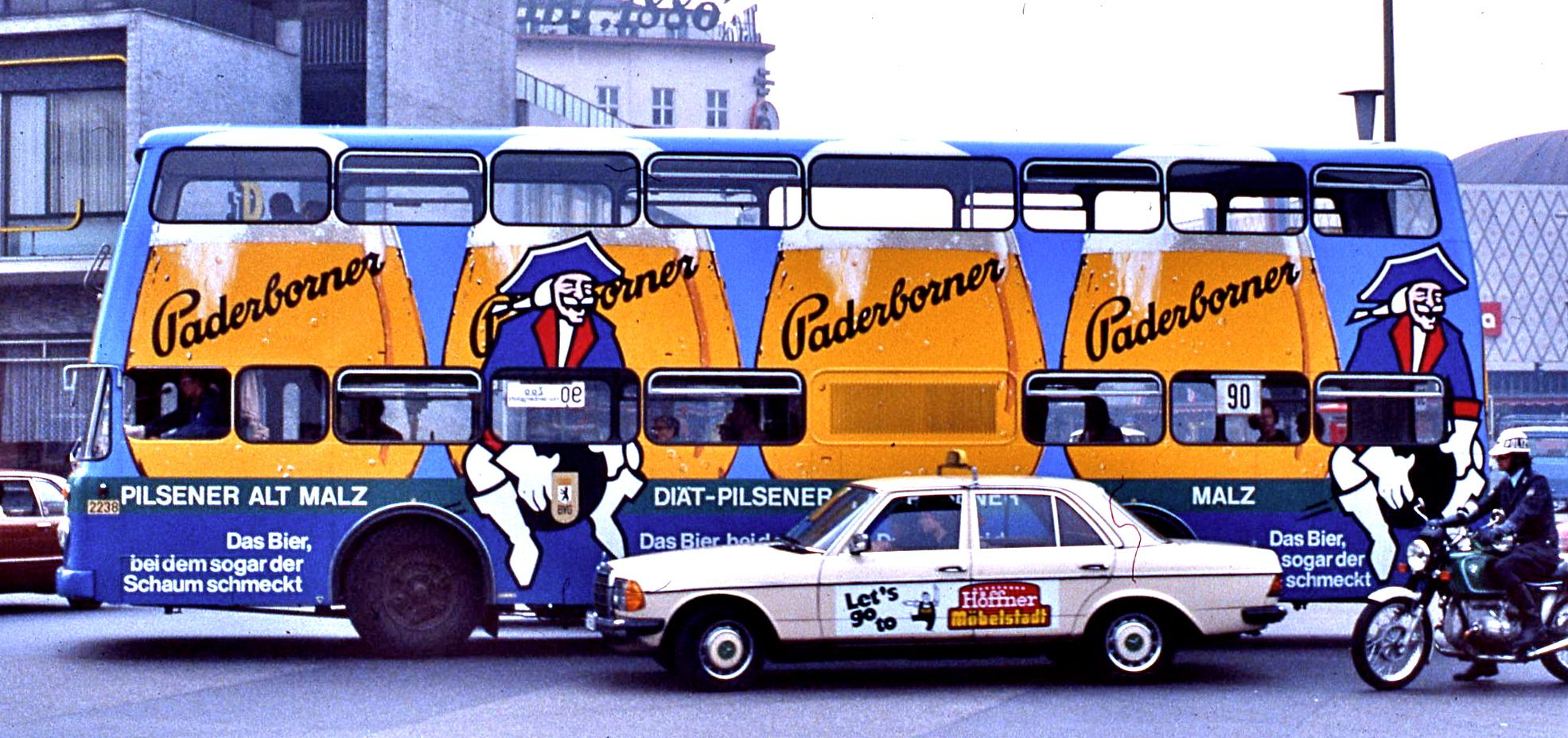
Werbeanzeige auf Berliner Bus mit Slogan „Das Bier, bei dem sogar der Schaum schmeckt!“ (1977)

Die Paderborner Brauerei ist eine Brauerei in Paderborn, Nordrhein-Westfalen, die zur Warsteiner-Gruppe gehört.

## Geschichte
Die Brautradition der Paderborner Brauerei geht bis ins Jahr 1852 zurück und führt eine bis ins Mittelalter zurückreichende Tradition des Bierbrauens in Paderborn fort, wo fast ausschließlich Pilsner Bier gebraut wurde. Sie ging um 1900 aus der Brauerei Hillemeyer unter dem Namen Paderborner Actienbrauerei hervor. Im Jahr 1918 schloss sich die Paderborner Actienbrauerei mit der Vereinsbrauerei Schönbeck & Co. zusammen und wurde wenig später in Paderborner Vereinsbrauerei GmbH umfirmiert. In den 1930er Jahren erwarb sie unter anderem das Altstädter Brauhaus in Warburg. Ab 1965 heißt sie dann nur noch Paderborner Brauerei GmbH. 1982 zog die Produktion in einen Neubau um. Seit 1990 gehört die Paderborner Brauerei zur Warsteiner-Gruppe.
2011 wurde die Marke als sogenannte „Preiseinstiegsmarke Paderborner“ bezeichnet und das Design vereinheitlicht.

## Sortiment
Die Produktpalette der Brauerei setzt sich aus folgenden Getränkesorten zusammen:
- Paderborner Pilsener: Bier nach Pilsner Brauart mit einem Alkoholgehalt von 4,8 Prozent
- Paderborner Alkoholfrei: alkoholfreies Bier mit einem Alkoholgehalt von 0,0 Prozent
- Paderborner Export: kräftiges Exportbier mit einem Alkoholgehalt von 5,5 Prozent
- Paderborner Hell: kräftiges Hellbier mit einem Alkoholgehalt von 5,1 Prozent
- Paderborner Alt: dunkles Altbier mit einem Alkoholgehalt von 4,8 Prozent
- Paderborner Malz: dunkles Malzbier mit einem Alkoholgehalt von 0,0 Prozent
- Limo: Getränk mit Cola-Orangengeschmack mit einem Alkoholgehalt von 0,0 Prozent
- Paderborner Radler: Mischgetränk aus 50 % Bier und 50 % Zitronenlimonade mit einem Alkoholgehalt von 2,4 Prozent
- Pilger Landbier: naturtrübes Lagerbier mit einem Alkoholgehalt von 5,0 Prozent
- Pilger Ur-Radler: Mischgetränk aus 50 % Pilger Lagerbier und 50 % Zitronenlimonade mit einem Alkoholgehalt von 2,5 Prozent
- Pilger Alkoholfrei: alkoholfreies natürtrübes Lagerbier mit einem Alkoholgehalt von 0,0 Prozent
- Geselle auf der Walz: mildsüffiges Lagerbier mit einem Alkoholgehalt von 4,9 Prozent
- Liborius Dunkel: mildherbes Dunkelbier mit einem Alkoholgehalt von 5,2 Prozent

## Sonstiges
Paderborner ist das erste Bier in Deutschland, das seit 2012 mit Windenergie gebraut wird. Die Brauerei deckt 40 Prozent des jährlichen Strombedarfs aus einer Windkraftanlage vom Typ Vestas V90 mit 2 Megawatt Nennleistung und 90 Meter Rotordurchmesser auf dem eigenen Brauereigelände.